# 易帆
易帆（1957—，男，中国空间科学与技术专家，武汉大学电子信息学院教授，长期从事激光雷达探测技术和高空大气物理研究。教育部首批“长江学者”特聘教授。

## 社会兼职
担任中国空间科学学会理事等职。